# チェチェリ山
座標: 北緯43度48分03秒 東経11度18分25秒 / 北緯43.80083度 東経11.30694度

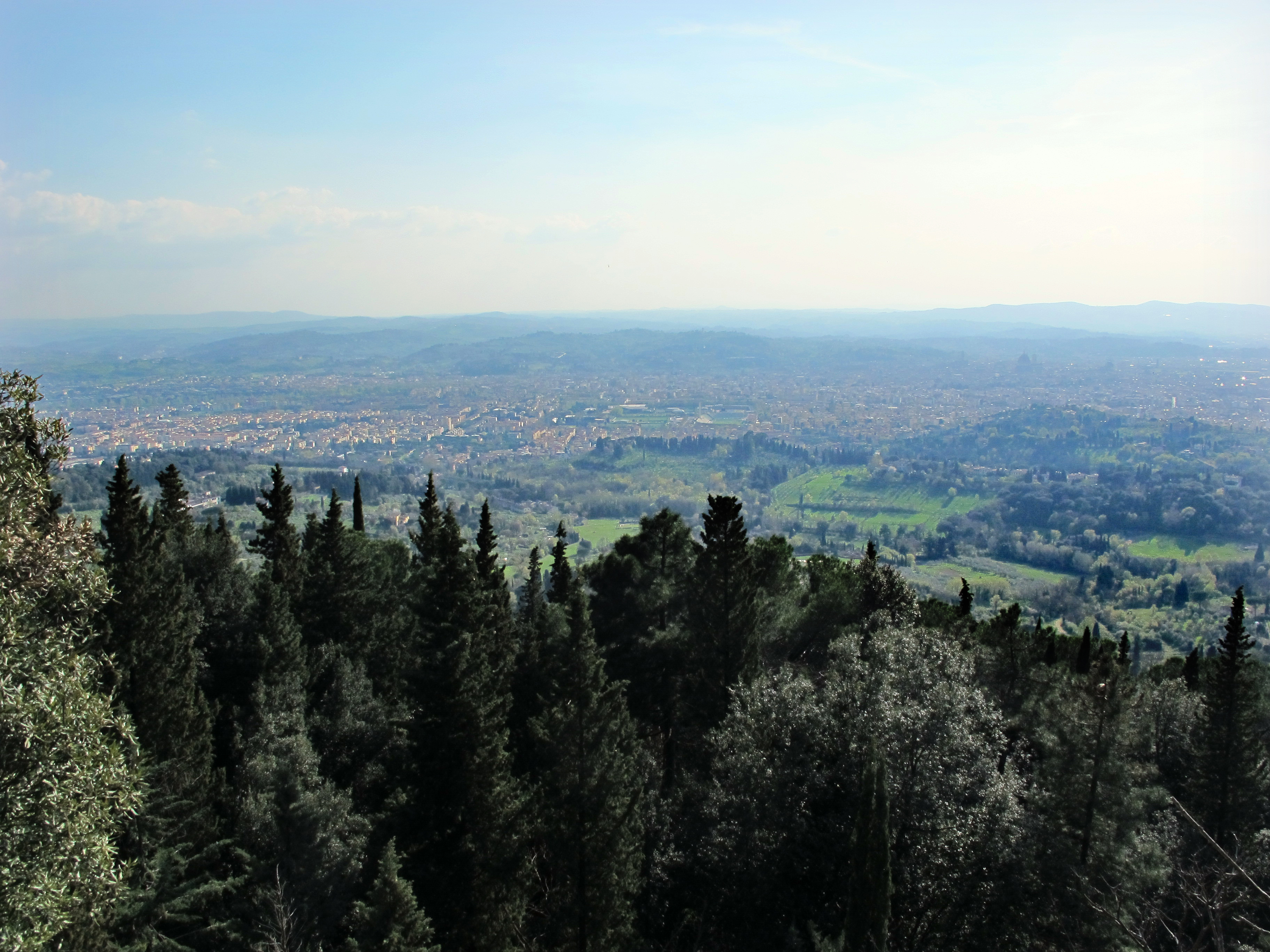
チェチェリ山からの眺めたフィレンツェ

チェチェリ山（モンテ・チェーチェリ, 伊: Monte Ceceri）は、イタリア共和国のトスカーナ地方フィエーゾレにある小高い丘である。フィレンツェ北東にある総面積44ヘクタール（110エーカー）の自然保護区の一部である。ルネサンス期を代表する芸術家、レオナルド・ダ・ヴィンチが自らの設計した飛行機械で実際に飛行実験を行った場所で有名。

## 歴史
チェチェリ山のチェチェリとはフィレンツェ方言で白鳥の意味であり、このことからチェチェリ山はしばしば白鳥山とも呼ばれる。古代よりチェチェリ山はフィレンツェやフィエーゾレの住居建築の資材を確保するための採石場であった。その際に建てられたいくつかの鉱夫たちの小屋の跡は現在もネクロポリスと共に存在している。
丘の頂上からはフィレンツェやアルノ渓谷周囲の丘を見渡すのに絶好の場所である。チェチェリ山は現在モンテチェチェリ自然保護公園（The Protected Natural Area of Local Interest Montececeri）の一部である。

## レオナルド・ダ・ヴィンチによる有人飛行実験
丘の頂にはレオナルド・ダ・ヴィンチと彼の友人でもあり、共同研究者でもあるトンマーゾ・マシーニが飛行実験をしたことを示す記念碑が建てられている。実験は1506年に行われた。ダ・ヴィンチが考案した「鳥の飛翔に関する写本」をもとにして造られたオーニソプターにマシーニが乗り、チェチェリ山から飛び立ち滑空するという実験であった。言うまでもなく、実験は失敗しマシーニの乗ったオーニソプターは墜落したが、奇跡的にマシーニは脚の骨と肋骨の骨折だけで済んだという。しかし、ある逸話に拠るとマシーニの乗ったオーニソプターはおよそ1,000メートル（3,300フィート）滑空するのに成功し、フィエーゾレの道に着陸したという。現在その通りはラルゴ・レオナルド・ダ・ヴィンチ通り（"Largo Leonardo da Vinci"）という名前になっている。またある資料は、マシーニが実験の2、3か月後にモデナで活発に活動し、健康な状態でいる様子を詳しく述べている。もしこの話が本当でマシーニのオーニソプター飛行が正確なものであるとすれば、ダ・ヴィンチとマシーニは人類の歴史において初の有人飛行を成功させた人物となる。
チェチェリ山一帯の土地、ヴィラ・モンテチェチェリ（Villa Montececeri）の所有者であるコジモ・マルコ・マッツォーニによると、ダ・ ヴィンチはここによく立ち寄り空を見上げて、飛ぶ鳥を観察していたという。

## 現在
現在、チェチェリ山は採石場の洞窟と遺跡で考古学的関心を呼んでおり、多くの観光客も訪れている。

## 交通
チェチェリ山へはフィレンツェ・サンタ・マリア・ノヴェッラ駅からATAF7番線のバスに乗り、フィエーゾレ・ピッツァ・ミーノ（Fiesole Piazza Mino）停留所で下車し、小道を30分程歩くと到着する。
2019年9月17日のATAF7番線の時刻表を参照

## Civilization VI
チェチェリ山は、人類の歴史と文明の進歩をテーマとしたターン制ストラテジーゲームであるCivilization VIのオープニングで流れる曲、クリストファー・ティンの"Sogno di Volare"（"飛翔への夢"）の歌詞の一部として使用されている。

## ギャラリー

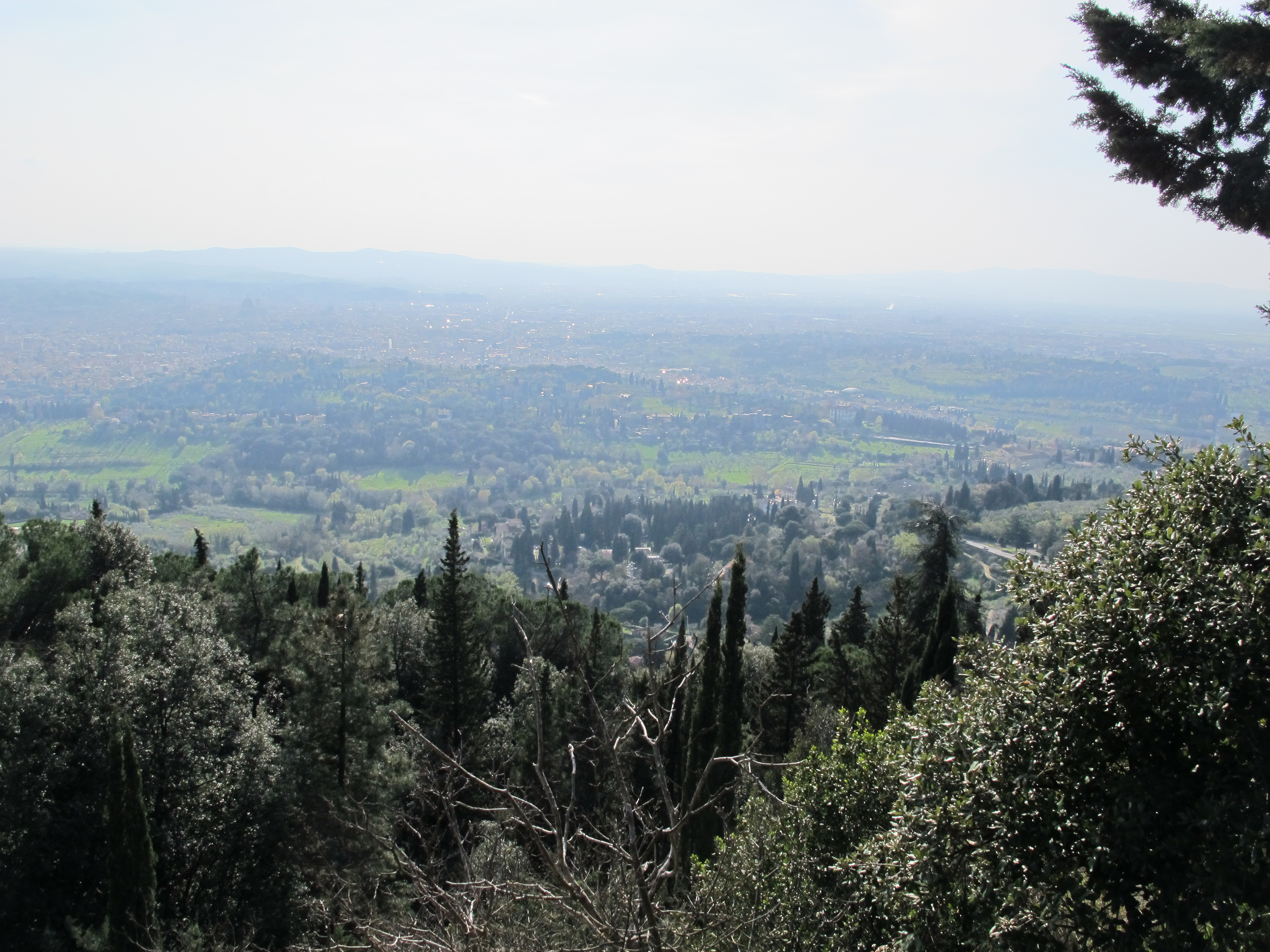
フィレンツェの街
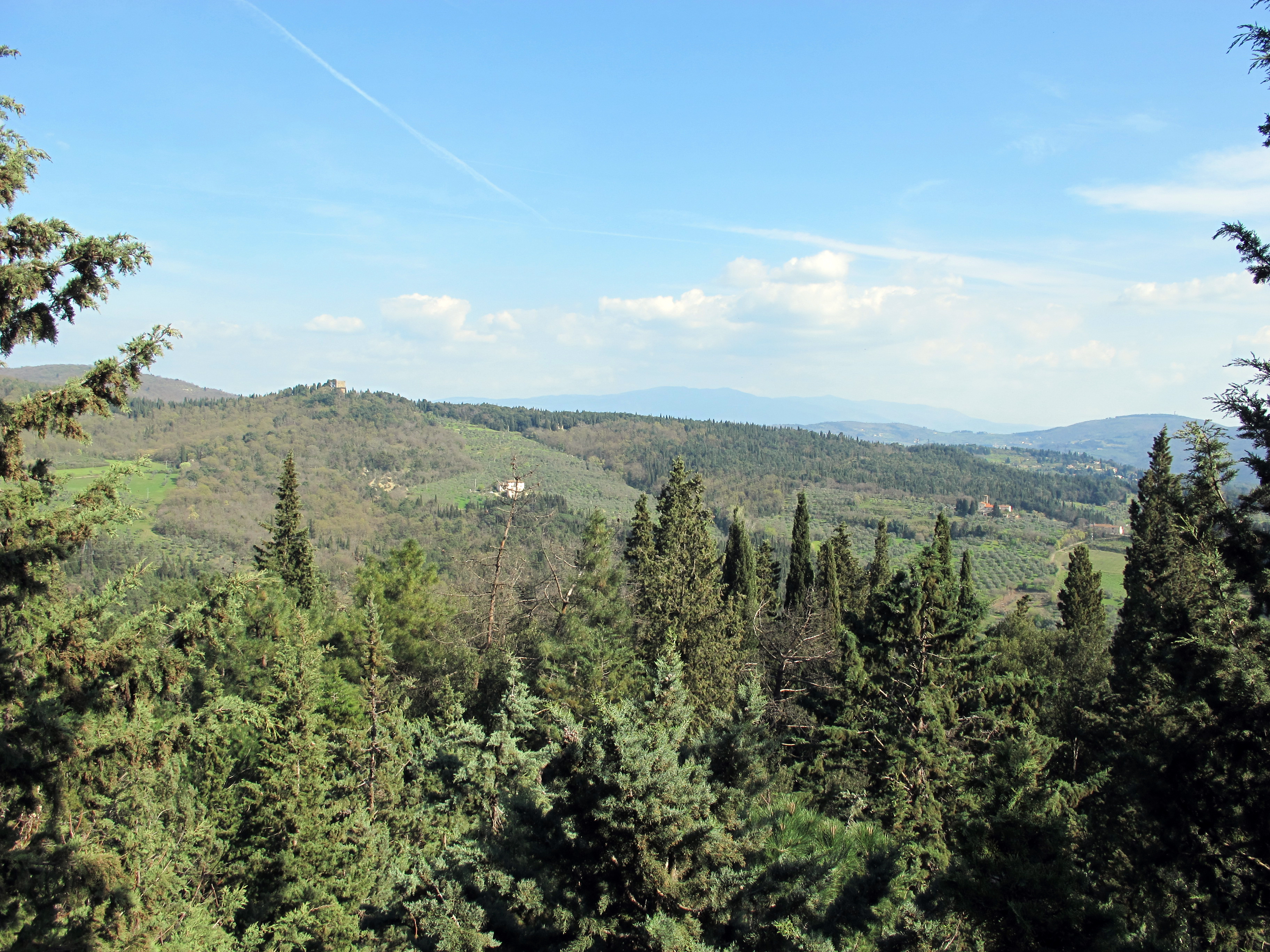
チェチェリ山周辺の自然
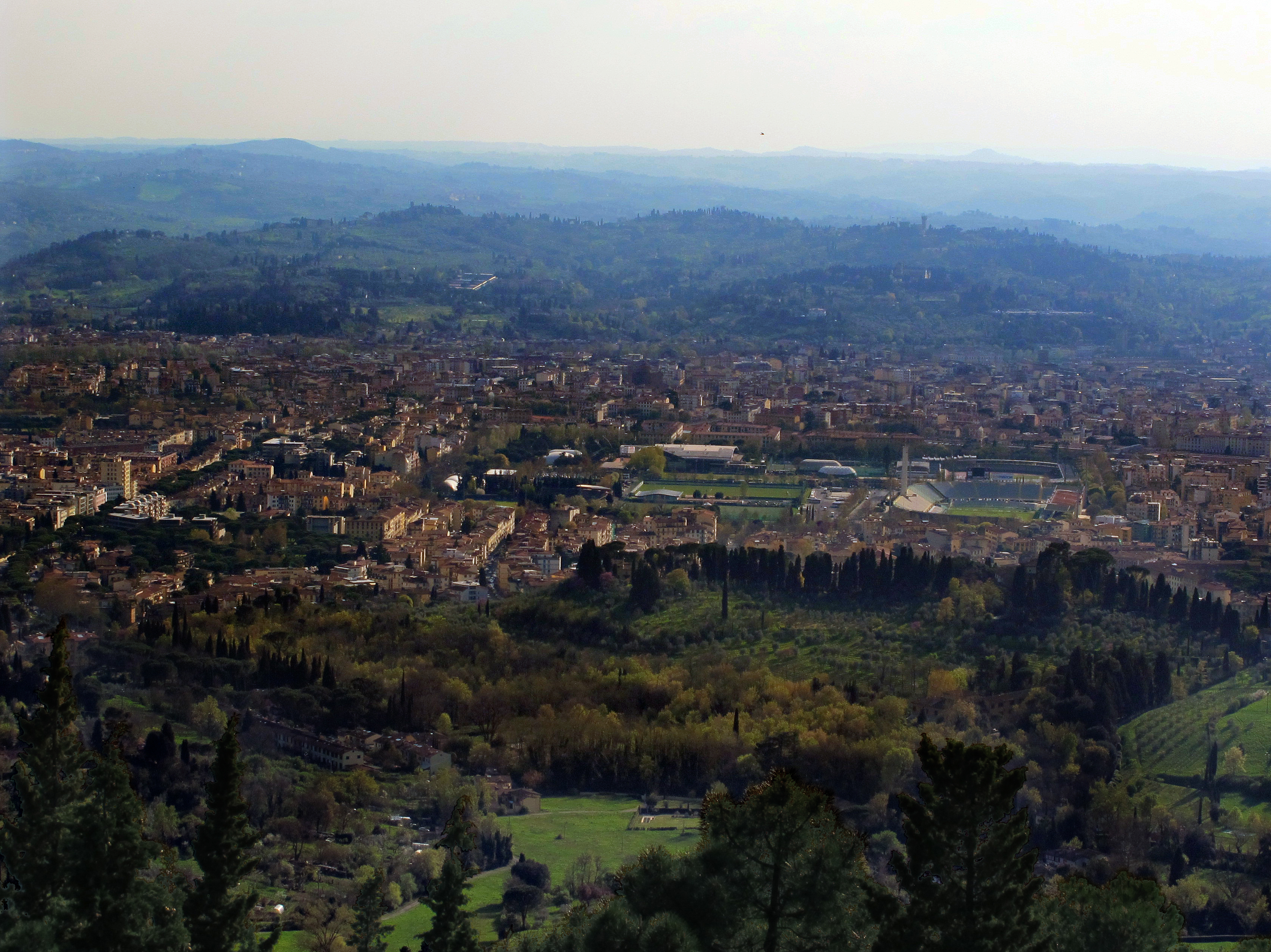
チェチェリ山山頂から眺めたフィレンツェの街
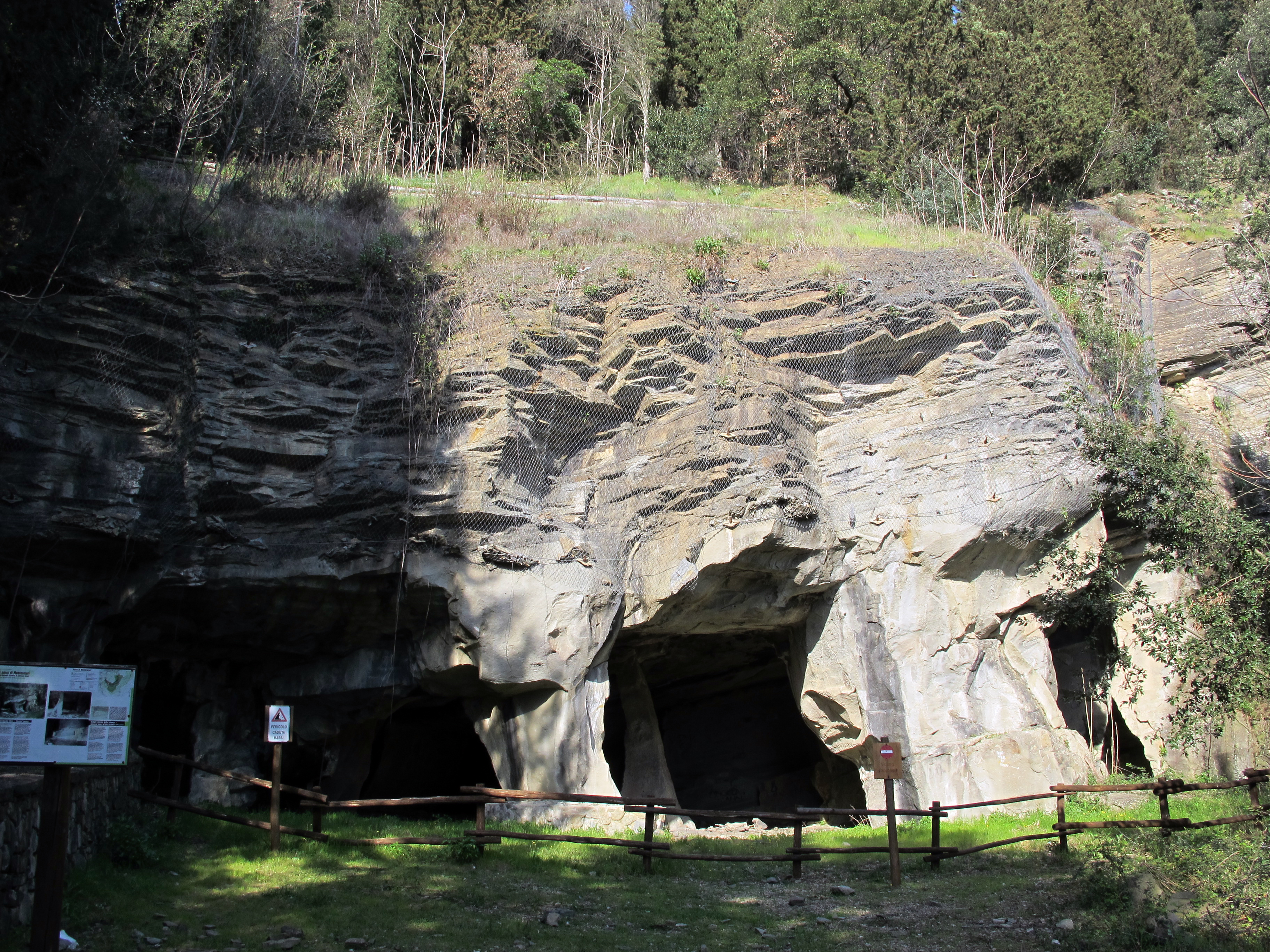
カヴァ・フラテリ・ブラッチ (Cava Fratelli Braschi)と呼ばれる採石場の洞窟
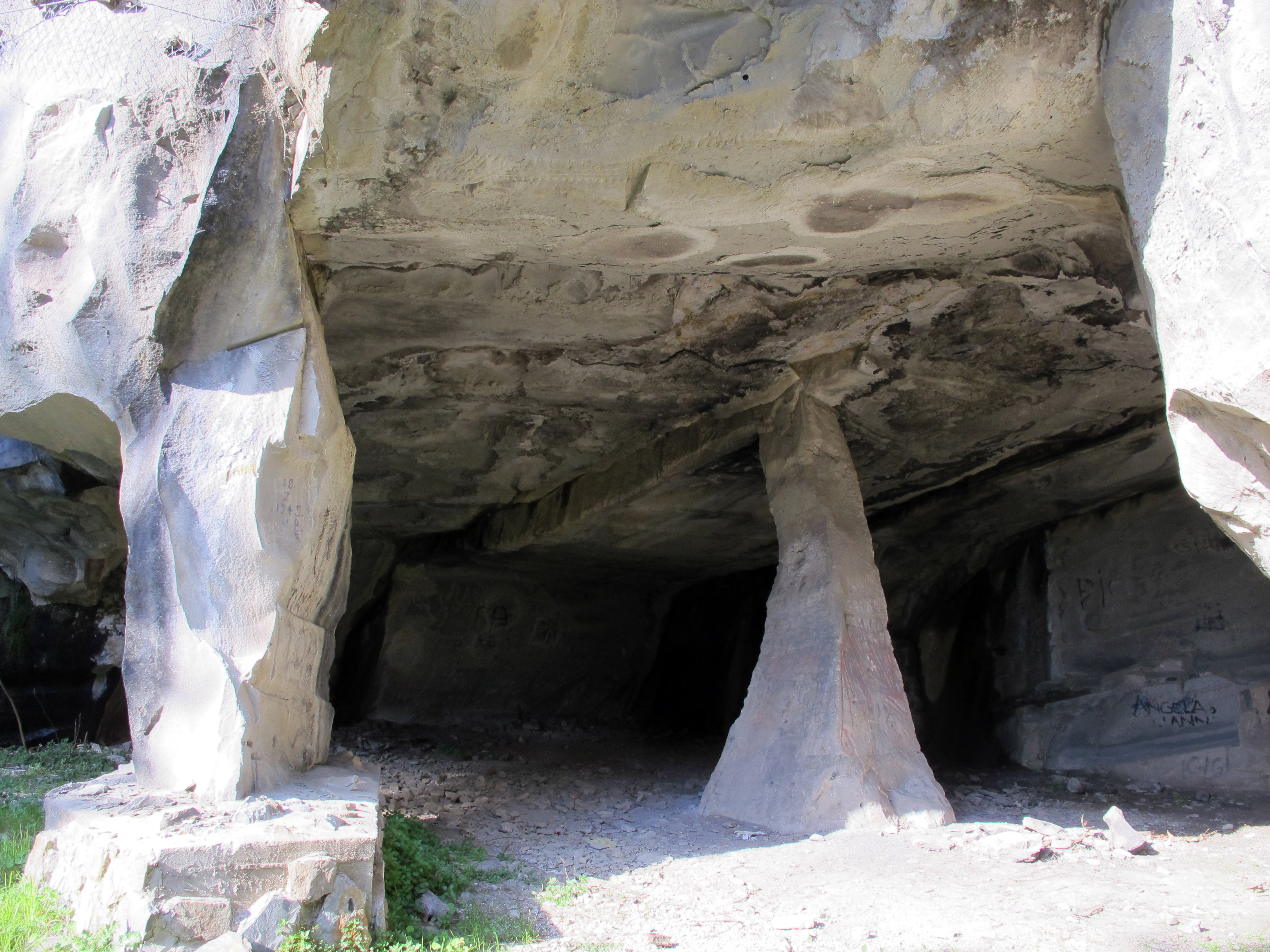
洞窟の中
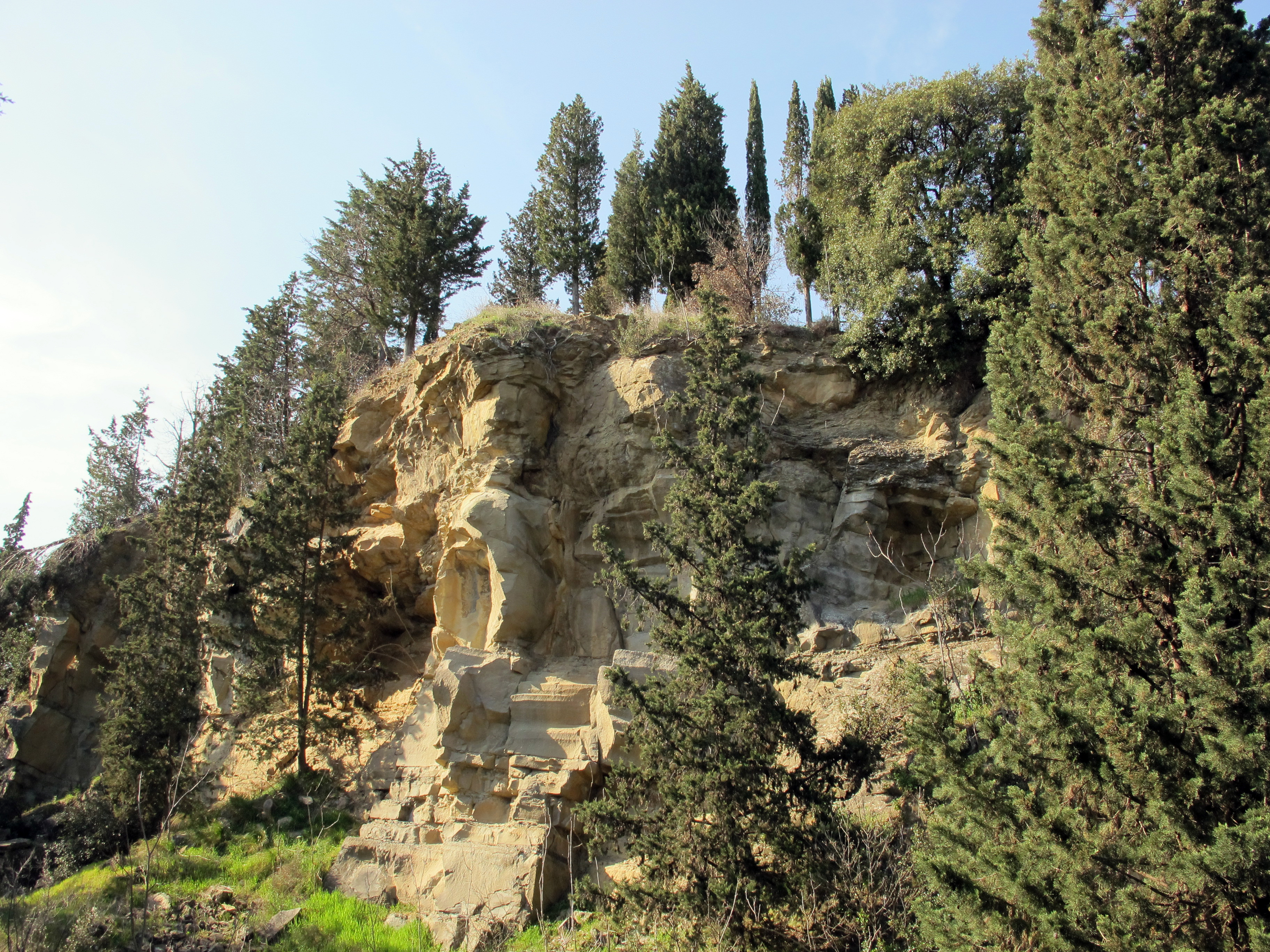
チェチェリ山の開けた洞窟

## 伝記
- Domenico Laurenza, Leonardo il Volo - Giunti, Firenze
- Documentario Leonardo il Volo di Fiesole (DVD)- Mediaframe, Firenze
- Michael Müller: Toscana. Eigenverlag, Erlangen 2010, S. 172
- Wolfgang Heitzmann/Renate Gabriel: Toskana Nord: Florenz – Apennin – Apuanische Alpen. Die schönsten Tal- und Höhenwanderungen. 50 Touren. Bergverlag Rother 2010, S. 54–55M